# Svante Domizlaff
Svante Domizlaff (* 1950 in Hamburg) ist ein deutscher PR-Berater und Publizist.

## Leben
Svante Domizlaff ist das älteste von vier Kindern des Graphikers und Schriftstellers Hans Domizlaff (1892–1971) und seiner zweiten Ehefrau Dora, geb. Kreuzberger.
Domizlaff wuchs in Hamburg an der Elbchaussee auf, besuchte das Gymnasium Schloss Plön und lernte durch seinen Vater den Segelsport kennen.
Domizlaff arbeitet als Journalist unter anderem für das Hamburger Abendblatt, die Hamburger Morgenpost, Hörzu und Yacht, als Pressesprecher für die DAL/JTE-Unternehmensgruppe und Offen Group und publizierte und übersetzte zahlreiche Bücher und Bildbände über den Segelsport. Er nahm selbst an zahlreichen Segelregatten teil, darunter auf der Hamburger Yacht Tina am legendären Fastnet Race 1979 und der Atlantik-Regatta Newport-Hamburg 2003 der DaimlerChrysler North Atlantic Challenge auf der Yacht HAZE.
Seit 1993 ist er als Presse-/PR-Berater in der Schifffahrt und als Autor von Sachbüchern zu den Themen Maritimes, Gesellschaft, Regionalgeschichte sowie Unternehmensbiographien tätig.
Er lebt in Hamburg und in Egestorf.

## Schriften (Auswahl)
- Gustav Knurr geht auf Kurs.  Delius Klasing Verlag, Bielefeld 2003, ISBN 3-7688-1425-4.
- mit Michael Zapf (Fotograf): Das Hamburger Rathaus.  Edition Maritim, Hamburg 2002, ISBN 3-89225-465-6.
- Menschen und ihre Häuser vor dem Dammtor – Eine Adresse in Hamburg. Edition Maritim, Hamburg 2001, ISBN 3-89225-442-7.
- mit Marianne Nissen:  Superyachten – Luxus unter Segeln. Delius Verlag, Bielefeld 2000, ISBN 3-7688-1235-9.
- mit Michael Zapf (Fotograf): Elbchaussee – Menschen und Häuser an Hamburgs großer Straße.  Wachholtz Verlag, Kiel 2018, ISBN 978-3-529-05242-2.
- Exclusive Yachtclubs.  Delius Klasing Verlag, Bielefeld 2015, ISBN 978-3-667-10273-7.
- Das adelige Gut Rohlstorf und sein Schloss-Internat.  Delius Klasing Verlag, Bielefeld 2016, ISBN 978-3-667-10883-8.
- Das adelige Gut Stubbe 1197–2014.  Delius Klasing Verlag, Bielefeld 2014, ISBN 978-3-667-10097-9.
- Begegnungen mit Wilfried Mohr.  Delius Klasing Verlag, Bielefeld 2015, ISBN 978-3-667-10188-4.
- 100 Jahre Hamburgische Brücke 1913–2013.  Delius Klasing Verlag, Bielefeld 2013. Privatdruck
- mit Peter Neumann (Fotograf): Yachtsport – Die schönsten Segelfotos.  Delius Klasing Verlag, Bielefeld 2012, ISBN 978-3-7688-3553-4.
- Ein Haus an der Alster – Das Palais Horschitz am Harvestehuder Weg.  Delius Klasing Verlag, Bielefeld 2011. Privatdruck
- Sartori & Berger: 1858–2008: 150 Jahre im Dienste der Schifffahrt, Hamburg: Edition Maritim 2008, ISBN 978-3-89225-584-0.
- mit Alexander Rost Germania – Die Yachten des Hauses Krupp.  Delius Klasing Verlag, Bielefeld 2006, ISBN 3-7688-1840-3.
- Frachtcontor Junge &Co. 1905–2005, Edition Maritim, Hamburg 2005, Privatdruck
- Atlantik-Regatta: Newport – Hamburg, Bielefeld: Delius Klasing, Bielefeld 2003, ISBN 3-7688-1481-5.
- John T. Essberger – Eine deutsche Geschichte der Tankschiffahrt.  Koehler Verlag, Hamburg 1999, ISBN 3-7822-0749-1.
- John T. Essberger – A German history of tanker shipping.  Koehler Verlag, Hamburg 1999, ISBN 3-7822-0752-1.
- Ländliche Lebensart – Einladung in die Herrenhäuser, Landgüter und Schlösser von Hamburgern und Holsteinern.  Convent Verlag, Hamburg 2001, ISBN 3-934613-15-2.
- Im Wechsel der Gezeiten – 100 Jahre Blankeneser Segel Club.  Delius Klasing Verlag, Bielefeld 1998, ISBN 3-7688-1068-2.
- Abeking & Rasmussen: Evolution im Yachtbau. Delius Klasing Verlag, Bielefeld 1996, ISBN 3-7688-0953-6.
- mit Milan Horaczek (Fotograf): Hamburger Hafen.  Grube & Richter Verlag, Hamburg 1982, ISBN 3-922294-10-3.
- Yachten im Orkan: das Fastnet-Rennen 1979, Hamburg: Edition Maritim Hamburg 1980, ISBN 3-922117-16-3.
- Kleines ABC der Küste, Hamburg: Edition Maritim 1981, ISBN 3-922117-19-8.
- mit Franco Pace: Klassische Yachten im Mittelmeer. Delius Klasing, Bielefeld 2004, ISBN 3-7688-1553-6.
- mit Franco Pace: Herreshoff, Der Zauberer aus Bristol und seine Yachten. Bielefeld 2006, ISBN 3-7688-1839-X.
- Fastnet-Regatte: Vor 40 Jahren starben 19 Segler. Neuabdruck. In: Hamburger Abendblatt. 3. August 2019. (abendblatt.de)